# ویتوریو تامانینی
ویتوریو تامانینی (انگلیسی: Vittorio Tamagnini; ۲۸ اکتبر ۱۹۱۰ – ۲۰ ژانویهٔ ۱۹۸۱) بوکسور اهل ایتالیا بود.